# 拉戈 (马里兰州)
拉戈（英語：Largo）是美国马里兰州乔治王子县一个普查规定居民点，位于38°52′37″N 76°49′50″W / 38.87694°N 76.83056°W，面积3.0平方英里（7.8平方）。人口10,709人（2010年美国人口普查）。
拉戈位于495号州际公路 (首都环线)东侧，是乔治王子社区学院和拉哥高中的所在地，附近有六旗游乐园、华盛顿红皮的联邦快递美式足球体育场（在首都环线对面的萨默菲尔德）以及 Watkins Regional Park。
2004年，拉戈镇中心站成为华盛顿地铁蓝线的东部终点站。

## 历史
拉戈以Beall家族拥有的拉戈种植园命名。种植园据信以苏格兰的拉戈湾命名。它于1745年卖给约翰·孔蒂。